# 畢特與恩尼
畢特與恩尼（英語：Ernie (Sesame Street)）是兩名虛構布偶角色，主要登場於美國兒童電視節目《芝麻街》中的多部短劇中。這兩名角色皆由法蘭克·歐茲及吉姆·亨森所創作，目前由布偶劇演員艾瑞克·雅各布森和彼得·林斯或安·錢塞勒（Ann Chancellor）進行演出，而歐茲也偶爾會演出畢特。

恩尼（左）與畢特（右）

在劇中，身為好友關係的畢特與恩尼共同住在芝麻街123號的地下室公寓。由於兩人的親密友誼而被部份觀眾猜測他們是一對同性戀情侶；曾擔任《芝麻街》編劇的馬克·薩爾茲曼於2018年9月表示，畢特與恩尼確實就是同性戀情侶的關係，但這項訊息在事後已被芝麻街工作室及創作者歐茲反駁。

## 歷史
畢特與恩尼是《芝麻街》的主要角色，兩人在劇中大多扮演著天真的麻煩製造者；單身的兩人共同住在芝麻街123號的地下室公寓。劇中並未透露兩人的年齡；《芝麻街現場表演》的表演者泰勒·摩根（Taylor Morgan）曾表示，他在飾演畢特時會想像自己只有6歲或7歲。
畢特與恩尼最初是由唐·薩林根據《布偶歷險記》系列的創作者吉姆·亨森構想的初稿所創作。最初，亨森演出畢特，法蘭克·歐茲演出恩尼，但在經過一天的排練後，他們互換了角色。這兩名角色的原始構想是——即使兩人擁有著完全不同的特徵，他們仍然可以成為好朋友。
據A&E的節目所述，畢特與恩尼實際上是唯一出現在《芝麻街》試播集中的布偶；該劇集於1969年7月起在許多家庭的電視進行試播，而伯特與恩尼在片中的短暫露面是試播集好評中的一環，這讓製作方不僅決定將他們作為《芝麻街》的「明星」，且還讓他們會與人類角色進行互動，這是在試播集中還未有的設定。

## 性向的爭論
在劇中，單身的兩人共同住在芝麻街123號的地下室公寓中。雖然他們睡在不同的床上，但他們共用同一間臥室，這使觀眾猜測畢特與恩尼是一對同性戀情侶；甚至還有謠言說他們會在未來的某一集結婚。2013年6月，《紐約客》雜誌選擇了藝術家傑克·亨特（Jack Hunter）所繪製的畢特與恩尼形象，以作為該雜誌於2013年7月8日出版物的封面，其中也收錄了最高法院關於捍衛婚姻法案和加利福尼亞州8號提案。
2018年9月，曾擔任該劇的編劇馬克·薩爾茲曼在接受《Queerty》的採訪時，表示這兩個角色的創作靈感取於他自己和他的電影剪輯師男友阿諾·葛萊斯曼（Arnold Glassman）的關係，兩人在一起已超過二十年。但芝麻街工作室則在Twitter上發表聲明否認了這一點，並表示這兩個角色僅是純友誼關係，「他們仍僅是布偶，並未有性傾向。」。而法蘭克·歐茲也表示：「他們當然不是同性戀。但為何有這個問題？真的有關係嗎？為什麼需要將人定義為同性戀？對人類來說還有更多，而不僅僅是單一或同性戀。」

## 其他惡搞及致敬
從1997年3月30日到2002年左右，惡搞網站Bert is Evil釋出了多張篡改過的照片，以惡搞畢特參與了許多歷史案件，如甘迺迪遇刺案和開膛手傑克等；同時也與多名爭議性的歷史人物合影，如阿道夫·希特勒與瓊貝妮特·拉姆齊。
2001年10月和2002年，一家孟加拉印刷廠將一張畢特與奧薩瑪·賓·拉登的合照（同樣由製作）印到抗議海報中。印刷廠經理則表示，他們是在網路上獲得這些圖像而非自製；此事也讓《芝麻街》官方感到極為不滿。
在1946年電影《風雲人物》中有著一位名為恩尼的計程車司機及名為畢特的警察，這被認為是這兩名角色的參考對象。但時常和吉姆·亨森合作的編劇傑瑞·朱爾則表示，該片並未這兩個布偶的創作：「雖然他多才多藝，但吉姆對這樣的細節並未有記憶。當然，他知道這部電影，但不會想起那警察和司機。」該巧合也在《芝麻街》的聖誕特輯《Elmo Saves Christmas》（1996年）中被引用；在片中，當電視機上的《風雲人物》播放接近尾聲時，畢特與恩尼走到電視機旁並因聽到電影中提到他們的名字時，兩人便停了下來。
2013年4月，冰立方微中子天文台發現了一對高能量的中微子，這可能是銀河系外的起源，並分別被命名為「畢特」和「恩尼」。
2014年，英國肥皂劇《東區人》中的角色畢特與恩尼·穆恩的名字已證實是取自這兩個布偶。

## 外部連結
- PBS Kids上的芝麻街
- 芝麻街工作室 （页面存档备份，存于）
- 芝蔴街布偶介紹 （页面存档备份，存于）